# Younes Bnou Marzouk
Younes Bnou Marzouk (Freyming-Merlebach, 2 marzo 1996) è un calciatore francese con cittadinanza marocchina, attaccante dell'Entente Crest-Aouste.

## Caratteristiche tecniche
È un attaccante veloce e dotato di buona tecnica individuale, ben strutturato fisicamente.

## Carriera

### Club
Cresciuto nei settori giovanili di Metz e Juventus, da cui viene acquistato nel 2013 per 500.000 euro, dopo due stagioni trascorse con la formazione Primavera del club torinese, nell'agosto 2015 viene ceduto in prestito al Westerlo. Nel gennaio del 2016 passa, sempre a titolo temporaneo e per un anno e mezzo, all'Angers 2. Nel gennaio 2017 si trasferisce al Chiasso, militante in Challenge League, con cui mette a segno 12 reti in 18 presenze. Nel giugno seguente viene acquistato a titolo definitivo dal Lugano. Nel gennaio 2018 viene ceduto in prestito al Dalkurd, squadra neopromossa nell'Allsvenskan svedese.

### Nazionale
Nel 2013 ha partecipato ai Mondiali Under-17 con il Marocco; nel 2014 ha invece giocato 2 partite con la nazionale francese Under-18.

## Statistiche

### Presenze e reti nei club
Statistiche aggiornate al 21 marzo 2018.
| Stagione        | Squadra          | Campionato      | Campionato | Campionato | Coppe nazionali | Coppe nazionali | Coppe nazionali | Coppe continentali | Coppe continentali | Coppe continentali | Altre coppe | Altre coppe | Altre coppe | Totale | Totale |
| Stagione        | Squadra          | Comp            | Pres       | Reti       | Comp            | Pres            | Reti            | Comp               | Pres               | Reti               | Comp        | Pres        | Reti        | Pres   | Reti   |
| --------------- | ---------------- | --------------- | ---------- | ---------- | --------------- | --------------- | --------------- | ------------------ | ------------------ | ------------------ | ----------- | ----------- | ----------- | ------ | ------ |
| 2015-gen. 2016  | Westerlo         | D1              | 0          | 0          | CB              | 2               | 0               | -                  | -                  | -                  | -           | -           | -           | 2      | 0      |
| gen.-giu. 2016  | Angers 2         | CFA             | 8          | 1          | -               | -               | -               | -                  | -                  | -                  | -           | -           | -           | 8      | 1      |
| 2016-gen. 2017  | Angers 2         | CFA             | 9          | 1          | -               | -               | -               | -                  | -                  | -                  | -           | -           | -           | 9      | 1      |
| Totale Angers 2 | Totale Angers 2  | Totale Angers 2 | 17         | 2          |                 | -               | -               |                    | -                  | -                  |             | -           | -           | 17     | 2      |
| gen.-giu. 2017  | Chiasso          | CL              | 18         | 12         | CS              | -               | -               | -                  | -                  | -                  | -           | -           | -           | 18     | 12     |
| 2017-gen. 2018  | Lugano           | SL              | 11         | 1          | CS              | 2               | 3               | UEL                | 4                  | 0                  | -           | -           | -           | 17     | 4      |
| 2018            | Dalkurd          | A               | 10         | 1          | CS              | 3               | 0               | -                  | -                  | -                  | -           | -           | -           | 13     | 1      |
| ago. 2018-2019  | Sliema Wanderers | PL              | 1          | 7          | -               | -               | -               | -                  | -                  | -                  | -           | -           | -           | 1      | 0      |
| Totale carriera | Totale carriera  | Totale carriera | 57         | 22         |                 | 7               | 3               |                    | 4                  | 0                  |             | -           | -           | 68     | 19     |